# 뉴 폴리스 스토리
《뉴 폴리스 스토리》(新警察故事, New Police Story)는 2004년 9월에 제작된 중국, 홍콩 합작 액션 영화이다.
- 이전의 폴리스 스토리 시리즈와는 스토리가 전혀 연결되지 않으며, 골든 하베스트가 제작하지 않은 유일한 시리즈이다.
- 중국, 홍콩에서는 2004년 9월 23일, 대한민국에서는 2005년 1월 21일 개봉되었다.
- 이 영화에서 대한민국 배우 박현진이 성룡과 1:1 격투 장면을 촬영하기도 하였다.

## 흥행 기록
- 홍콩에서는 2,100만 홍콩 달러를 벌어들이며 그 해의 영화 중 4번째로 흥행하였으며, 중국에서는 역대 중국 개봉 홍콩 영화 중 최고의 흥행 기록을 달성하였다.

## 줄거리
- 경찰청장의 아들인 관조(오언조 분)는 강압적이고 난폭한 훈육방식을 고집하는 아버지를 적대해 친구들과 갱단을 결성한 뒤 경찰관 사냥을 하러 다닌다.
- 그들에게 은행강도 등 범죄는 그저 경찰관을 유인하기 위한 수단일 뿐이며 실제로는 경찰관 살해가 주요 목표이다.

- 이에 형사반장인 진국영(성룡 분)은 과거의 사건과, 동료들을 지키지 못하고 혼자만 살아남은 죄책감에 시달리고 경찰에 대한 불신으로 인해 단지 경찰관이라는 이유 하나만으로 길거리에서 시민에게 구타를 당하기도 하는 등 많은 수난을 겪는다.

- 그리고 이 관조와 진국영이 대결을 하게 된다.

## 출연 배우
- 경찰
  - 성룡
  - 사정봉
  - 채탁연
  - 양채니
  - 왕걸
- 5인조 갱단
  - 오언조
  - 윤자유
  - 장이
  - 안지
  - 엽산호